# Carlo Giersch
Karl Emil Martin Giersch (* 22. Mai 1937 in Frankfurt am Main) ist ein deutscher Unternehmer und Mäzen.

## Werdegang
Giersch kam als drittes Kind eines Gärtnermeisters aus dem Frankfurter Stadtteil Sachsenhausen zur Welt. Nach dem Abschluss der Realschule absolvierte er eine Lehre zum Groß- und Außenhandelskaufmann beim Elektrogroßhändler Spoerle. Während dieser Zeit lernte er die Fleischerfachverkäuferin Karin Lutz kennen, die er im August 1963 heiratete. Ein Praktikum führte ihn in die Vereinigten Staaten. 1967 gründete er gemeinsam mit seinem Chef in Frankfurt am Main die Firma Spoerle Electronic für den Handel mit Elektrobauteilen. 1983 übernahm er das Unternehmen vollständig und entwickelte es zum größten Distributor von Elektronikbauteilen in Zentraleuropa mit mehr als 1,2 Mrd. DM Umsatz. Im Jahr 2000 zog er sich aus dem operativen Geschäft zurück und verkaufte seine Firma.
Mit dem Eintritt in den Ruhestand entfaltete das kinderlose Ehepaar eine umfangreiche Stiftertätigkeit zur Förderung von Wissenschaft und Kunst. Im März 1990 wurde die Carlo und Karin Giersch-Stiftung an der TU Darmstadt gegründet, im November 1994 die Stiftung Giersch, die unter anderem als Träger für das Museum Giersch fungiert.

## Ehrungen
- 1991: Ehrensenator der Technischen Universität Darmstadt
- 2003: Georg-August-Zinn-Medaille
- 2004: Ehrenplakette der Stadt Frankfurt am Main
- 2006: Ehrenprofessur des Landes Hessen
- 2009: Deutscher Stifterpreis des Bundesverbandes Deutscher Stiftungen
- 2010: Verdienstkreuz 1. Klasse der Bundesrepublik Deutschland
- 2017: Verdienstorden des Landes Hessen.